# PWHL Expansion Draft 2025
Der PWHL Expansion Draft 2025 wurde am 9. Juni 2025 durch die Professional Women’s Hockey League (PWHL) durchgeführt. Der Expansion Draft der im Jahr 2023 gegründeten Liga wurde abgehalten, da mit den Franchises aus Seattle und Vancouver zwei neue Organisationen zur Saison 2025/26 in die Liga aufgenommen wurden und diese so ihre Kader füllten.

## Regeln
Die beiden neuen Franchises besaßen zwischen dem 4. und 8. Juni 2025 die Möglichkeit, maximal fünf Spielerinnen in einem exklusiven Transferfenster vor dem Draft unter Vertrag zu nehmen. Die sechs bestehenden Franchises konnten bis zum Abend des 3. Juni zunächst eine Liste von je drei Spielerinnen mit gültigem Vertrag für die Spielzeit 2025/26 benennen, die vor der Auswahl geschützt waren. Sobald zwei Spielerinnen eines Teams ausgewählt worden waren, konnte eine weitere, vierte Spielerin auf die Liste gesetzt werden. Die Mannschaften aus Seattle und Vancouver konnten aus dem restlichen Pool von ungeschützten Spielerinnen oder Spielerinnen mit auslaufendem Vertrag frei wählen.
Im eigentlichen Draft wählten Seattle und Vancouver – abhängig von den vorher unter Vertrag genommenen Spielerinnen – so lange, bis ihre Kader auf zwölf Spielerinnen aufgefüllt waren.

## Geschütze Spielerinnen
Folgende Spielerinnen wurden von den sechs Organisationen von der Auswahl durch die beiden neuen Franchises geschützt. Die kursiv dargestellten Spielerinnen wurden nachträglich auf die Liste gesetzt.
| Boston        | Minnesota           | Montréal            | New York           | Ottawa           | Toronto         |
| ------------- | ------------------- | ------------------- | ------------------ | ---------------- | --------------- |
| Aerin Frankel | Kendall Coyne       | Erin Ambrose        | Sarah Fillier      | Emily Clark      | Renata Fast     |
| Megan Keller  | Britta Curl-Salemme | Ann-Renée Desbiens  | Maja Nylén Persson | Gabbie Hughes    | Emma Maltais    |
| Shay Maloney  | Taylor Heise        | Marie-Philip Poulin | Ella Shelton       | Gwyneth Philips  | Blayre Turnbull |
| Alina Müller  | Lee Stecklein       | Laura Stacey        | Micah Zandee-Hart  | Ronja Savolainen | Daryl Watts     |

## Transfers vor dem Draft
Im Vorlauf des Drafts wurden folgende ungeschützte Spielerinnen von den Teams aus Seattle und Vancouver unter Vertrag genommen:
|      | Seattle            | Seattle              | Vancouver           | Vancouver            |
| Name | Vorheriges Team    | Name                 | Vorheriges Team     |                      |
| ---- | ------------------ | -------------------- | ------------------- | -------------------- |
| 1    | Hilary Knight      | Boston Fleet         | Claire Thompson     | Minnesota Frost      |
| 2    | Danielle Serdachny | Ottawa Charge        | Sophie Jaques       | Minnesota Frost      |
| 3    | Cayla Barnes       | Victoire de Montréal | Sarah Nurse         | Toronto Sceptres     |
| 4    | Alex Carpenter     | New York Sirens      | Emerance Maschmeyer | Ottawa Charge        |
| 5    | Corinne Schroeder  | New York Sirens      | Jennifer Gardiner   | Victoire de Montréal |

## Draftergebnis
Da beide Teams im Vorfeld die Maximalanzahl von fünf Spielerinnen verpflichtet hatten, beschränkte sich der Draft am 9. Juni auf die Mindestanzahl von sieben Runden, sodass beide Organisationen insgesamt zwölf Spielerinnen auswählten. Schlussendlich verlor jedes der sechs bestehenden Teams insgesamt vier Spielerinnen.
| #  | Name            | Position | Auswählendes Team | Vorheriges Team      |
| -- | --------------- | -------- | ----------------- | -------------------- |
| 1  | Ashton Bell     | D        | PWHL Vancouver    | Ottawa Charge        |
| 2  | Aneta Tejralová | D        | PWHL Seattle      | Ottawa Charge        |
| 3  | Hannah Bilka    | F        | PWHL Seattle      | Boston Fleet         |
| 4  | Brooke McQuigge | F        | PWHL Vancouver    | Minnesota Frost      |
| 5  | Abigail Boreen  | F        | PWHL Vancouver    | Victoire de Montréal |
| 6  | Jessie Eldridge | F        | PWHL Seattle      | New York Sirens      |
| 7  | Julia Gosling   | F        | PWHL Seattle      | Toronto Sceptres     |
| 8  | Izzy Daniel     | F        | PWHL Vancouver    | Toronto Sceptres     |
| 9  | Gabby Rosenthal | F        | PWHL Vancouver    | New York Sirens      |
| 10 | Anna Wilgren    | D        | PWHL Seattle      | Victoire de Montréal |
| 11 | Megan Carter    | D        | PWHL Seattle      | Toronto Sceptres     |
| 12 | Denisa Křížová  | F        | PWHL Vancouver    | Minnesota Frost      |
| 13 | Sydney Bard     | D        | PWHL Vancouver    | Boston Fleet         |
| 14 | Emily Brown     | D        | PWHL Seattle      | Boston Fleet         |